# Kahbā
Kahbā (persiska: كَهيا, کهبا, Kahyā) är en ort i Iran.   Den ligger i provinsen Zanjan, i den nordvästra delen av landet, 270 km nordväst om huvudstaden Teheran. Kahbā ligger 611 meter över havet och antalet invånare är 525.
Terrängen runt Kahbā är kuperad åt nordost, men åt sydväst är den bergig.Runt Kahbā är det ganska glesbefolkat, med 47 invånare per kvadratkilometer. Närmaste större samhälle är Āb Bar, 13,4 km öster om Kahbā. Trakten runt Kahbā består i huvudsak av gräsmarker.